# Tour du Rwanda 2021
La 24e édition du Tour du Rwanda a lieu du 2 au 9 mai 2021 au Rwanda. L'épreuve commence et se termine à Kigali. Le parcours comprend huit étapes sur une distance totale de 913,3 kilomètres.
La course fait partie du calendrier UCI Africa Tour 2021 en catégorie 2.1.

## Présentation

### Parcours
Le Tour du Rwanda compte huit étapes pour un parcours total de 913,3 kilomètres.

### Équipes
15 équipes participent à la course - 1 WorldTeams, 3 ProTeams, 8 équipes continentales et 3 équipes nationales :
| WorldTeam- Israel Start-Up Nation ProTeams (3)- Androni Giocattoli-Sidermec - B&B Hotels p/b KTM - Total Direct Énergie Équipes continentales (8)- Medellín - Bénédiction-Ignite - SKOL Adrien Niyonshuti Academy - ProTouch - Bike Aid - Tarteletto-Isorex - Wildlife Generation Pro Cycling - Terengganu Cycling Team Équipes nationales (3)- Rwanda - Algérie - Érythrée |
| |

## Étapes
| Étape     | Date  | Villes étapes      | type                        | Distance (km) | Vainqueur d'étape  | Leader du classement général |
| --------- | ----- | ------------------ | --------------------------- | ------------- | ------------------ | ---------------------------- |
| 1re étape | 2 mai | Kigali – Rwamagana | étape vallonnée             | 115,6         | Brayan Sánchez     | Brayan Sánchez               |
| 2e étape  | 3 mai | Kigali – Huye      | étape vallonnée             | 120,5         | Alan Boileau       | Santiago Umba                |
| 3e étape  | 4 mai | Nyanza – Byumba    | étape de montagne           | 171,6         | Alan Boileau       | Brayan Sánchez               |
| 4e étape  | 5 mai | Kigali – Ruhengeri | étape de moyenne montagne   | 123,9         | Valentin Ferron    | Brayan Sánchez               |
| 5e étape  | 6 mai | Nyagatare – Kigali | étape vallonnée             | 149,3         | Alan Boileau       | Metkel Eyob                  |
| 6e étape  | 7 mai | Kigali – Kigali    | étape de montagne           | 152,6         | Pierre Rolland     | Cristian Rodríguez           |
| 7e étape  | 8 mai | Kigali – Kigali    | contre-la-montre individuel | 4,5           | Jhonatan Restrepo  | Cristian Rodríguez           |
| 8e étape  | 9 mai | Kigali – Kigali    | étape de montagne           | 75,3          | Cristian Rodríguez | Cristian Rodríguez           |

## Déroulement de la course

### 1reétape
| \| Classement de l'étape \| Classement de l'étape \| Classement de l'étape \| Classement de l'étape \| Classement de l'étape \| \| Coureur \| Coureur \| Pays \| Équipe \| Temps \| \| --------------------- \| --------------------- \| --------------------- \| ------------------------------- \| --------------------- \| \| 1er \| Brayan Sánchez \| Colombie \| Medellín-EPM \| 2 h 33 min 43 s \| \| 2e \| Alex Hoehn \| États-Unis \| Wildlife Generation Pro Cycling \| + 0 s \| \| 3e \| Weimar Roldán \| Colombie \| Medellín-EPM \| + 0 s \| \| 4e \| Quentin Pacher \| France \| B&B Hotels p/b KTM \| + 0 s \| \| 5e \| Jhonatan Restrepo \| Colombie \| Androni Giocattoli-Sidermec \| + 0 s \| \| 6e \| Daniel Muñoz \| Colombie \| Androni Giocattoli-Sidermec \| + 0 s \| \| 7e \| Gustav Basson \| Afrique du Sud \| ProTouch \| + 0 s \| \| 8e \| Santiago Umba \| Colombie \| Androni Giocattoli-Sidermec \| + 0 s \| \| 9e \| Alfdan De Decker \| Belgique \| Tarteletto-Isorex \| + 0 s \| \| 10e \| Alexis Vuillermoz \| France \| Total Direct Énergie \| + 0 s \| |                   |                |                                 |                 |
| |                   |                |                                 |                 |
| Source : ProCyclingStats |                   |                |                                 |                 |
| Classement de l'étape |                   |                |                                 |                 |
| Coureur | Coureur           | Pays           | Équipe                          | Temps           |
| 1er | Brayan Sánchez    | Colombie       | Medellín-EPM                    | 2 h 33 min 43 s |
| 2e | Alex Hoehn        | États-Unis     | Wildlife Generation Pro Cycling | + 0 s           |
| 3e | Weimar Roldán     | Colombie       | Medellín-EPM                    | + 0 s           |
| 4e | Quentin Pacher    | France         | B&B Hotels p/b KTM              | + 0 s           |
| 5e | Jhonatan Restrepo | Colombie       | Androni Giocattoli-Sidermec     | + 0 s           |
| 6e | Daniel Muñoz      | Colombie       | Androni Giocattoli-Sidermec     | + 0 s           |
| 7e | Gustav Basson     | Afrique du Sud | ProTouch                        | + 0 s           |
| 8e | Santiago Umba     | Colombie       | Androni Giocattoli-Sidermec     | + 0 s           |
| 9e | Alfdan De Decker  | Belgique       | Tarteletto-Isorex               | + 0 s           |
| 10e | Alexis Vuillermoz | France         | Total Direct Énergie            | + 0 s           |

| \| Classement général \| Classement général \| Classement général \| Classement général \| Classement général \| \| Coureur \| Coureur \| Pays \| Équipe \| Temps \| \| ------------------ \| ------------------ \| ------------------ \| ------------------------------- \| ------------------ \| \| 1er \| Brayan Sánchez \| Colombie \| Medellín-EPM \| 2 h 33 min 43 s \| \| 2e \| Alex Hoehn \| États-Unis \| Wildlife Generation Pro Cycling \| + 0 s \| \| 3e \| Weimar Roldán \| Colombie \| Medellín-EPM \| + 0 s \| \| 4e \| Quentin Pacher \| France \| B&B Hotels p/b KTM \| + 0 s \| \| 5e \| Jhonatan Restrepo \| Colombie \| Androni Giocattoli-Sidermec \| + 0 s \| \| 6e \| Daniel Muñoz \| Colombie \| Androni Giocattoli-Sidermec \| + 0 s \| \| 7e \| Gustav Basson \| Afrique du Sud \| ProTouch \| + 0 s \| \| 8e \| Santiago Umba \| Colombie \| Androni Giocattoli-Sidermec \| + 0 s \| \| 9e \| Alfdan De Decker \| Belgique \| Tarteletto-Isorex \| + 0 s \| \| 10e \| Alexis Vuillermoz \| France \| Total Direct Énergie \| + 0 s \| |                   |                |                                 |                 |
| |                   |                |                                 |                 |
| Source : ProCyclingStats |                   |                |                                 |                 |
| Classement général |                   |                |                                 |                 |
| Coureur | Coureur           | Pays           | Équipe                          | Temps           |
| 1er | Brayan Sánchez    | Colombie       | Medellín-EPM                    | 2 h 33 min 43 s |
| 2e | Alex Hoehn        | États-Unis     | Wildlife Generation Pro Cycling | + 0 s           |
| 3e | Weimar Roldán     | Colombie       | Medellín-EPM                    | + 0 s           |
| 4e | Quentin Pacher    | France         | B&B Hotels p/b KTM              | + 0 s           |
| 5e | Jhonatan Restrepo | Colombie       | Androni Giocattoli-Sidermec     | + 0 s           |
| 6e | Daniel Muñoz      | Colombie       | Androni Giocattoli-Sidermec     | + 0 s           |
| 7e | Gustav Basson     | Afrique du Sud | ProTouch                        | + 0 s           |
| 8e | Santiago Umba     | Colombie       | Androni Giocattoli-Sidermec     | + 0 s           |
| 9e | Alfdan De Decker  | Belgique       | Tarteletto-Isorex               | + 0 s           |
| 10e | Alexis Vuillermoz | France         | Total Direct Énergie            | + 0 s           |

### 2eétape
| \| Classement de l'étape \| Classement de l'étape \| Classement de l'étape \| Classement de l'étape \| Classement de l'étape \| \| Coureur \| Coureur \| Pays \| Équipe \| Temps \| \| --------------------- \| --------------------- \| --------------------- \| ------------------------------- \| --------------------- \| \| 1er \| Alan Boileau \| France \| B&B Hotels p/b KTM \| 3 h 07 min 14 s \| \| 2e \| Santiago Umba \| Colombie \| Androni Giocattoli-Sidermec \| + 6 s \| \| 3e \| Brayan Sánchez \| Colombie \| Medellín-EPM \| + 8 s \| \| 4e \| Norman Vahtra \| Estonie \| Israel Start-Up Nation \| + 8 s \| \| 5e \| Gianni Marchand \| Belgique \| Tarteletto-Isorex \| + 8 s \| \| 6e \| Alex Hoehn \| États-Unis \| Wildlife Generation Pro Cycling \| + 8 s \| \| 7e \| Jhonatan Restrepo \| Colombie \| Androni Giocattoli-Sidermec \| + 8 s \| \| 8e \| Salim Kipkemboi \| Kenya \| Bike Aid \| + 8 s \| \| 9e \| Quentin Pacher \| France \| B&B Hotels p/b KTM \| + 8 s \| \| 10e \| Valentin Ferron \| France \| Total Direct Énergie \| + 8 s \| |                   |            |                                 |                 |
| |                   |            |                                 |                 |
| Source : ProCyclingStats |                   |            |                                 |                 |
| Classement de l'étape |                   |            |                                 |                 |
| Coureur | Coureur           | Pays       | Équipe                          | Temps           |
| 1er | Alan Boileau      | France     | B&B Hotels p/b KTM              | 3 h 07 min 14 s |
| 2e | Santiago Umba     | Colombie   | Androni Giocattoli-Sidermec     | + 6 s           |
| 3e | Brayan Sánchez    | Colombie   | Medellín-EPM                    | + 8 s           |
| 4e | Norman Vahtra     | Estonie    | Israel Start-Up Nation          | + 8 s           |
| 5e | Gianni Marchand   | Belgique   | Tarteletto-Isorex               | + 8 s           |
| 6e | Alex Hoehn        | États-Unis | Wildlife Generation Pro Cycling | + 8 s           |
| 7e | Jhonatan Restrepo | Colombie   | Androni Giocattoli-Sidermec     | + 8 s           |
| 8e | Salim Kipkemboi   | Kenya      | Bike Aid                        | + 8 s           |
| 9e | Quentin Pacher    | France     | B&B Hotels p/b KTM              | + 8 s           |
| 10e | Valentin Ferron   | France     | Total Direct Énergie            | + 8 s           |

| \| Classement général \| Classement général \| Classement général \| Classement général \| Classement général \| \| Coureur \| Coureur \| Pays \| Équipe \| Temps \| \| ------------------ \| ------------------ \| ------------------ \| ------------------------------- \| ------------------ \| \| 1er \| Santiago Umba \| Colombie \| Androni Giocattoli-Sidermec \| 5 h 41 min 03 s \| \| 2e \| Brayan Sánchez \| Colombie \| Medellín-EPM \| + 2 s \| \| 3e \| Alex Hoehn \| États-Unis \| Wildlife Generation Pro Cycling \| + 2 s \| \| 4e \| Jhonatan Restrepo \| Colombie \| Androni Giocattoli-Sidermec \| + 2 s \| \| 5e \| Quentin Pacher \| France \| B&B Hotels p/b KTM \| + 2 s \| \| 6e \| Salim Kipkemboi \| Kenya \| Bike Aid \| + 2 s \| \| 7e \| James Piccoli \| Canada \| Israel Start-Up Nation \| + 2 s \| \| 8e \| Valentin Ferron \| France \| Total Direct Énergie \| + 2 s \| \| 9e \| Norman Vahtra \| Estonie \| Israel Start-Up Nation \| + 2 s \| \| 10e \| Rnus Byiza Uhiriwe \| Rwanda \| Rwanda \| + 2 s \| |                    |            |                                 |                 |
| |                    |            |                                 |                 |
| Source : ProCyclingStats |                    |            |                                 |                 |
| Classement général |                    |            |                                 |                 |
| Coureur | Coureur            | Pays       | Équipe                          | Temps           |
| 1er | Santiago Umba      | Colombie   | Androni Giocattoli-Sidermec     | 5 h 41 min 03 s |
| 2e | Brayan Sánchez     | Colombie   | Medellín-EPM                    | + 2 s           |
| 3e | Alex Hoehn         | États-Unis | Wildlife Generation Pro Cycling | + 2 s           |
| 4e | Jhonatan Restrepo  | Colombie   | Androni Giocattoli-Sidermec     | + 2 s           |
| 5e | Quentin Pacher     | France     | B&B Hotels p/b KTM              | + 2 s           |
| 6e | Salim Kipkemboi    | Kenya      | Bike Aid                        | + 2 s           |
| 7e | James Piccoli      | Canada     | Israel Start-Up Nation          | + 2 s           |
| 8e | Valentin Ferron    | France     | Total Direct Énergie            | + 2 s           |
| 9e | Norman Vahtra      | Estonie    | Israel Start-Up Nation          | + 2 s           |
| 10e | Rnus Byiza Uhiriwe | Rwanda     | Rwanda                          | + 2 s           |

### 3eétape
| \| Classement de l'étape \| Classement de l'étape \| Classement de l'étape \| Classement de l'étape \| Classement de l'étape \| \| Coureur \| Coureur \| Pays \| Équipe \| Temps \| \| --------------------- \| ---------------------- \| --------------------- \| ------------------------------- \| --------------------- \| \| 1er \| Alan Boileau \| France \| B&B Hotels p/b KTM \| 4 h 23 min 57 s \| \| 2e \| Carlos Julián Quintero \| Colombie \| Terengganu Cycling Team \| + 0 s \| \| 3e \| James Piccoli \| Canada \| Israel Start-Up Nation \| + 0 s \| \| 4e \| Brayan Sánchez \| Colombie \| Medellín-EPM \| + 0 s \| \| 5e \| Metkel Eyob \| Érythrée \| Terengganu Cycling Team \| + 0 s \| \| 6e \| Alex Hoehn \| États-Unis \| Wildlife Generation Pro Cycling \| + 0 s \| \| 7e \| Alexis Vuillermoz \| France \| Total Direct Énergie \| + 0 s \| \| 8e \| Óscar Sevilla \| Espagne \| Medellín-EPM \| + 0 s \| \| 9e \| Cristian Rodríguez \| Espagne \| Total Direct Énergie \| + 0 s \| \| 10e \| Quentin Pacher \| France \| B&B Hotels p/b KTM \| + 0 s \| |                        |            |                                 |                 |
| |                        |            |                                 |                 |
| Source : ProCyclingStats |                        |            |                                 |                 |
| Classement de l'étape |                        |            |                                 |                 |
| Coureur | Coureur                | Pays       | Équipe                          | Temps           |
| 1er | Alan Boileau           | France     | B&B Hotels p/b KTM              | 4 h 23 min 57 s |
| 2e | Carlos Julián Quintero | Colombie   | Terengganu Cycling Team         | + 0 s           |
| 3e | James Piccoli          | Canada     | Israel Start-Up Nation          | + 0 s           |
| 4e | Brayan Sánchez         | Colombie   | Medellín-EPM                    | + 0 s           |
| 5e | Metkel Eyob            | Érythrée   | Terengganu Cycling Team         | + 0 s           |
| 6e | Alex Hoehn             | États-Unis | Wildlife Generation Pro Cycling | + 0 s           |
| 7e | Alexis Vuillermoz      | France     | Total Direct Énergie            | + 0 s           |
| 8e | Óscar Sevilla          | Espagne    | Medellín-EPM                    | + 0 s           |
| 9e | Cristian Rodríguez     | Espagne    | Total Direct Énergie            | + 0 s           |
| 10e | Quentin Pacher         | France     | B&B Hotels p/b KTM              | + 0 s           |

| \| Classement général \| Classement général \| Classement général \| Classement général \| Classement général \| \| Coureur \| Coureur \| Pays \| Équipe \| Temps \| \| ------------------ \| ---------------------- \| ------------------ \| ------------------------------- \| ------------------ \| \| 1er \| Brayan Sánchez \| Colombie \| Medellín-EPM \| 10 h 05 min 02 s \| \| 2e \| Alex Hoehn \| États-Unis \| Wildlife Generation Pro Cycling \| + 0 s \| \| 3e \| Quentin Pacher \| France \| B&B Hotels p/b KTM \| + 0 s \| \| 4e \| Jhonatan Restrepo \| Colombie \| Androni Giocattoli-Sidermec \| + 0 s \| \| 5e \| James Piccoli \| Canada \| Israel Start-Up Nation \| + 0 s \| \| 6e \| Óscar Sevilla \| Espagne \| Medellín-EPM \| + 0 s \| \| 7e \| Carlos Julián Quintero \| Colombie \| Terengganu Cycling Team \| + 0 s \| \| 8e \| Cristian Rodríguez \| Espagne \| Total Direct Énergie \| + 0 s \| \| 9e \| Metkel Eyob \| Érythrée \| Terengganu Cycling Team \| + 0 s \| \| 10e \| Nahom Zerai \| Érythrée \| Érythrée \| + 6 s \| |                        |            |                                 |                  |
| |                        |            |                                 |                  |
| Source : ProCyclingStats |                        |            |                                 |                  |
| Classement général |                        |            |                                 |                  |
| Coureur | Coureur                | Pays       | Équipe                          | Temps            |
| 1er | Brayan Sánchez         | Colombie   | Medellín-EPM                    | 10 h 05 min 02 s |
| 2e | Alex Hoehn             | États-Unis | Wildlife Generation Pro Cycling | + 0 s            |
| 3e | Quentin Pacher         | France     | B&B Hotels p/b KTM              | + 0 s            |
| 4e | Jhonatan Restrepo      | Colombie   | Androni Giocattoli-Sidermec     | + 0 s            |
| 5e | James Piccoli          | Canada     | Israel Start-Up Nation          | + 0 s            |
| 6e | Óscar Sevilla          | Espagne    | Medellín-EPM                    | + 0 s            |
| 7e | Carlos Julián Quintero | Colombie   | Terengganu Cycling Team         | + 0 s            |
| 8e | Cristian Rodríguez     | Espagne    | Total Direct Énergie            | + 0 s            |
| 9e | Metkel Eyob            | Érythrée   | Terengganu Cycling Team         | + 0 s            |
| 10e | Nahom Zerai            | Érythrée   | Érythrée                        | + 6 s            |

### 4eétape
| \| Classement de l'étape \| Classement de l'étape \| Classement de l'étape \| Classement de l'étape \| Classement de l'étape \| \| Coureur \| Coureur \| Pays \| Équipe \| Temps \| \| --------------------- \| --------------------- \| --------------------- \| --------------------------- \| --------------------- \| \| 1er \| Valentin Ferron \| France \| Total Direct Énergie \| 3 h 13 min 47 s \| \| 2e \| Pierre Rolland \| France \| B&B Hotels p/b KTM \| + 0 s \| \| 3e \| Eric Manizabayo \| Rwanda \| Benediction Ignite \| + 4 s \| \| 4e \| Tomas Goytom \| Érythrée \| Érythrée \| + 18 s \| \| 5e \| Azzedine Lagab \| Algérie \| Algérie \| + 22 s \| \| 6e \| Lennert Teugels \| Belgique \| Tarteletto-Isorex \| + 27 s \| \| 7e \| Jean Bosco Nsengimana \| Rwanda \| Rwanda \| + 46 s \| \| 8e \| Brayan Sánchez \| Colombie \| Medellín-EPM \| + 1 min 29 s \| \| 9e \| Alan Boileau \| France \| B&B Hotels p/b KTM \| + 1 min 29 s \| \| 10e \| Jhonatan Restrepo \| Colombie \| Androni Giocattoli-Sidermec \| + 1 min 29 s \| |                       |          |                             |                 |
| |                       |          |                             |                 |
| Source : ProCyclingStats |                       |          |                             |                 |
| Classement de l'étape |                       |          |                             |                 |
| Coureur | Coureur               | Pays     | Équipe                      | Temps           |
| 1er | Valentin Ferron       | France   | Total Direct Énergie        | 3 h 13 min 47 s |
| 2e | Pierre Rolland        | France   | B&B Hotels p/b KTM          | + 0 s           |
| 3e | Eric Manizabayo       | Rwanda   | Benediction Ignite          | + 4 s           |
| 4e | Tomas Goytom          | Érythrée | Érythrée                    | + 18 s          |
| 5e | Azzedine Lagab        | Algérie  | Algérie                     | + 22 s          |
| 6e | Lennert Teugels       | Belgique | Tarteletto-Isorex           | + 27 s          |
| 7e | Jean Bosco Nsengimana | Rwanda   | Rwanda                      | + 46 s          |
| 8e | Brayan Sánchez        | Colombie | Medellín-EPM                | + 1 min 29 s    |
| 9e | Alan Boileau          | France   | B&B Hotels p/b KTM          | + 1 min 29 s    |
| 10e | Jhonatan Restrepo     | Colombie | Androni Giocattoli-Sidermec | + 1 min 29 s    |

| \| Classement général \| Classement général \| Classement général \| Classement général \| Classement général \| \| Coureur \| Coureur \| Pays \| Équipe \| Temps \| \| ------------------ \| ---------------------- \| ------------------ \| ------------------------------- \| ------------------ \| \| 1er \| Brayan Sánchez \| Colombie \| Medellín-EPM \| 13 h 20 min 18 s \| \| 2e \| Alex Hoehn \| États-Unis \| Wildlife Generation Pro Cycling \| + 0 s \| \| 3e \| Jhonatan Restrepo \| Colombie \| Androni Giocattoli-Sidermec \| + 0 s \| \| 4e \| Quentin Pacher \| France \| B&B Hotels p/b KTM \| + 0 s \| \| 5e \| James Piccoli \| Canada \| Israel Start-Up Nation \| + 0 s \| \| 6e \| Óscar Sevilla \| Espagne \| Medellín-EPM \| + 0 s \| \| 7e \| Carlos Julián Quintero \| Colombie \| Terengganu Cycling Team \| + 0 s \| \| 8e \| Cristian Rodríguez \| Espagne \| Total Direct Énergie \| + 0 s \| \| 9e \| Metkel Eyob \| Érythrée \| Terengganu Cycling Team \| + 0 s \| \| 10e \| Nahom Zerai \| Érythrée \| Érythrée \| + 6 s \| |                        |            |                                 |                  |
| |                        |            |                                 |                  |
| Source : ProCyclingStats |                        |            |                                 |                  |
| Classement général |                        |            |                                 |                  |
| Coureur | Coureur                | Pays       | Équipe                          | Temps            |
| 1er | Brayan Sánchez         | Colombie   | Medellín-EPM                    | 13 h 20 min 18 s |
| 2e | Alex Hoehn             | États-Unis | Wildlife Generation Pro Cycling | + 0 s            |
| 3e | Jhonatan Restrepo      | Colombie   | Androni Giocattoli-Sidermec     | + 0 s            |
| 4e | Quentin Pacher         | France     | B&B Hotels p/b KTM              | + 0 s            |
| 5e | James Piccoli          | Canada     | Israel Start-Up Nation          | + 0 s            |
| 6e | Óscar Sevilla          | Espagne    | Medellín-EPM                    | + 0 s            |
| 7e | Carlos Julián Quintero | Colombie   | Terengganu Cycling Team         | + 0 s            |
| 8e | Cristian Rodríguez     | Espagne    | Total Direct Énergie            | + 0 s            |
| 9e | Metkel Eyob            | Érythrée   | Terengganu Cycling Team         | + 0 s            |
| 10e | Nahom Zerai            | Érythrée   | Érythrée                        | + 6 s            |

### 5eétape
| \| Classement de l'étape \| Classement de l'étape \| Classement de l'étape \| Classement de l'étape \| Classement de l'étape \| \| Coureur \| Coureur \| Pays \| Équipe \| Temps \| \| --------------------- \| --------------------- \| --------------------- \| ------------------------------- \| --------------------- \| \| 1er \| Alan Boileau \| France \| B&B Hotels p/b KTM \| 3 h 28 min 45 s \| \| 2e \| Alexis Vuillermoz \| France \| Total Direct Énergie \| + 0 s \| \| 3e \| Metkel Eyob \| Érythrée \| Terengganu Cycling Team \| + 2 s \| \| 4e \| Cristian Rodríguez \| Espagne \| Total Direct Énergie \| + 4 s \| \| 5e \| Kent Main \| Afrique du Sud \| ProTouch \| + 6 s \| \| 6e \| Alex Hoehn \| États-Unis \| Wildlife Generation Pro Cycling \| + 6 s \| \| 7e \| James Piccoli \| Canada \| Israel Start-Up Nation \| + 6 s \| \| 8e \| Jhonatan Restrepo \| Colombie \| Androni Giocattoli-Sidermec \| + 6 s \| \| 9e \| Quentin Pacher \| France \| B&B Hotels p/b KTM \| + 6 s \| \| 10e \| Sela Weldemicael \| Érythrée \| Érythrée \| + 11 s \| |                    |                |                                 |                 |
| |                    |                |                                 |                 |
| Source : ProCyclingStats |                    |                |                                 |                 |
| Classement de l'étape |                    |                |                                 |                 |
| Coureur | Coureur            | Pays           | Équipe                          | Temps           |
| 1er | Alan Boileau       | France         | B&B Hotels p/b KTM              | 3 h 28 min 45 s |
| 2e | Alexis Vuillermoz  | France         | Total Direct Énergie            | + 0 s           |
| 3e | Metkel Eyob        | Érythrée       | Terengganu Cycling Team         | + 2 s           |
| 4e | Cristian Rodríguez | Espagne        | Total Direct Énergie            | + 4 s           |
| 5e | Kent Main          | Afrique du Sud | ProTouch                        | + 6 s           |
| 6e | Alex Hoehn         | États-Unis     | Wildlife Generation Pro Cycling | + 6 s           |
| 7e | James Piccoli      | Canada         | Israel Start-Up Nation          | + 6 s           |
| 8e | Jhonatan Restrepo  | Colombie       | Androni Giocattoli-Sidermec     | + 6 s           |
| 9e | Quentin Pacher     | France         | B&B Hotels p/b KTM              | + 6 s           |
| 10e | Sela Weldemicael   | Érythrée       | Érythrée                        | + 11 s          |

| \| Classement général \| Classement général \| Classement général \| Classement général \| Classement général \| \| Coureur \| Coureur \| Pays \| Équipe \| Temps \| \| ------------------ \| ---------------------- \| ------------------ \| ------------------------------- \| ------------------ \| \| 1er \| Metkel Eyob \| Érythrée \| Terengganu Cycling Team \| 16 h 49 min 05 s \| \| 2e \| Cristian Rodríguez \| Espagne \| Total Direct Énergie \| + 2 s \| \| 3e \| Alex Hoehn \| États-Unis \| Wildlife Generation Pro Cycling \| + 4 s \| \| 4e \| Jhonatan Restrepo \| Colombie \| Androni Giocattoli-Sidermec \| + 4 s \| \| 5e \| Quentin Pacher \| France \| B&B Hotels p/b KTM \| + 4 s \| \| 6e \| James Piccoli \| Canada \| Israel Start-Up Nation \| + 4 s \| \| 7e \| Óscar Sevilla \| Espagne \| Medellín-EPM \| + 9 s \| \| 8e \| Nahom Zerai \| Érythrée \| Érythrée \| + 18 s \| \| 9e \| Brayan Sánchez \| Colombie \| Medellín-EPM \| + 20 s \| \| 10e \| Carlos Julián Quintero \| Colombie \| Terengganu Cycling Team \| + 20 s \| |                        |            |                                 |                  |
| |                        |            |                                 |                  |
| Source : ProCyclingStats |                        |            |                                 |                  |
| Classement général |                        |            |                                 |                  |
| Coureur | Coureur                | Pays       | Équipe                          | Temps            |
| 1er | Metkel Eyob            | Érythrée   | Terengganu Cycling Team         | 16 h 49 min 05 s |
| 2e | Cristian Rodríguez     | Espagne    | Total Direct Énergie            | + 2 s            |
| 3e | Alex Hoehn             | États-Unis | Wildlife Generation Pro Cycling | + 4 s            |
| 4e | Jhonatan Restrepo      | Colombie   | Androni Giocattoli-Sidermec     | + 4 s            |
| 5e | Quentin Pacher         | France     | B&B Hotels p/b KTM              | + 4 s            |
| 6e | James Piccoli          | Canada     | Israel Start-Up Nation          | + 4 s            |
| 7e | Óscar Sevilla          | Espagne    | Medellín-EPM                    | + 9 s            |
| 8e | Nahom Zerai            | Érythrée   | Érythrée                        | + 18 s           |
| 9e | Brayan Sánchez         | Colombie   | Medellín-EPM                    | + 20 s           |
| 10e | Carlos Julián Quintero | Colombie   | Terengganu Cycling Team         | + 20 s           |

### 6eétape
| \| Classement de l'étape \| Classement de l'étape \| Classement de l'étape \| Classement de l'étape \| Classement de l'étape \| \| Coureur \| Coureur \| Pays \| Équipe \| Temps \| \| --------------------- \| --------------------- \| --------------------- \| --------------------------- \| --------------------- \| \| 1er \| Pierre Rolland \| France \| B&B Hotels p/b KTM \| 3 h 46 min 03 s \| \| 2e \| Alexis Vuillermoz \| France \| Total Direct Énergie \| + 50 s \| \| 3e \| Adne van Engelen \| Pays-Bas \| Bike Aid \| + 2 min 36 s \| \| 4e \| Lennert Teugels \| Belgique \| Tarteletto-Isorex \| + 2 min 45 s \| \| 5e \| Cristian Rodríguez \| Espagne \| Total Direct Énergie \| + 3 min 00 s \| \| 6e \| James Piccoli \| Canada \| Israel Start-Up Nation \| + 3 min 03 s \| \| 7e \| Alan Boileau \| France \| B&B Hotels p/b KTM \| + 3 min 07 s \| \| 8e \| Jhonatan Restrepo \| Colombie \| Androni Giocattoli-Sidermec \| + 3 min 11 s \| \| 9e \| Quentin Pacher \| France \| B&B Hotels p/b KTM \| + 3 min 31 s \| \| 10e \| Nahom Zerai \| Érythrée \| Érythrée \| + 3 min 31 s \| |                    |          |                             |                 |
| |                    |          |                             |                 |
| Source : ProCyclingStats |                    |          |                             |                 |
| Classement de l'étape |                    |          |                             |                 |
| Coureur | Coureur            | Pays     | Équipe                      | Temps           |
| 1er | Pierre Rolland     | France   | B&B Hotels p/b KTM          | 3 h 46 min 03 s |
| 2e | Alexis Vuillermoz  | France   | Total Direct Énergie        | + 50 s          |
| 3e | Adne van Engelen   | Pays-Bas | Bike Aid                    | + 2 min 36 s    |
| 4e | Lennert Teugels    | Belgique | Tarteletto-Isorex           | + 2 min 45 s    |
| 5e | Cristian Rodríguez | Espagne  | Total Direct Énergie        | + 3 min 00 s    |
| 6e | James Piccoli      | Canada   | Israel Start-Up Nation      | + 3 min 03 s    |
| 7e | Alan Boileau       | France   | B&B Hotels p/b KTM          | + 3 min 07 s    |
| 8e | Jhonatan Restrepo  | Colombie | Androni Giocattoli-Sidermec | + 3 min 11 s    |
| 9e | Quentin Pacher     | France   | B&B Hotels p/b KTM          | + 3 min 31 s    |
| 10e | Nahom Zerai        | Érythrée | Érythrée                    | + 3 min 31 s    |

| \| Classement général \| Classement général \| Classement général \| Classement général \| Classement général \| \| Coureur \| Coureur \| Pays \| Équipe \| Temps \| \| ------------------ \| ---------------------- \| ------------------ \| ------------------------------- \| ------------------ \| \| 1er \| Cristian Rodríguez \| Espagne \| Total Direct Énergie \| 20 h 38 min 10 s \| \| 2e \| James Piccoli \| Canada \| Israel Start-Up Nation \| + 7 s \| \| 3e \| Jhonatan Restrepo \| Colombie \| Androni Giocattoli-Sidermec \| + 13 s \| \| 4e \| Quentin Pacher \| France \| B&B Hotels p/b KTM \| + 33 s \| \| 5e \| Alan Boileau \| France \| B&B Hotels p/b KTM \| + 36 s \| \| 6e \| Alex Hoehn \| États-Unis \| Wildlife Generation Pro Cycling \| + 43 s \| \| 7e \| Nahom Zerai \| Érythrée \| Érythrée \| + 47 s \| \| 8e \| Óscar Sevilla \| Espagne \| Medellín-EPM \| + 51 s \| \| 9e \| Carlos Julián Quintero \| Colombie \| Terengganu Cycling Team \| + 56 s \| \| 10e \| Alexis Vuillermoz \| France \| Total Direct Énergie \| + 1 min 00 s \| |                        |            |                                 |                  |
| |                        |            |                                 |                  |
| Source : ProCyclingStats |                        |            |                                 |                  |
| Classement général |                        |            |                                 |                  |
| Coureur | Coureur                | Pays       | Équipe                          | Temps            |
| 1er | Cristian Rodríguez     | Espagne    | Total Direct Énergie            | 20 h 38 min 10 s |
| 2e | James Piccoli          | Canada     | Israel Start-Up Nation          | + 7 s            |
| 3e | Jhonatan Restrepo      | Colombie   | Androni Giocattoli-Sidermec     | + 13 s           |
| 4e | Quentin Pacher         | France     | B&B Hotels p/b KTM              | + 33 s           |
| 5e | Alan Boileau           | France     | B&B Hotels p/b KTM              | + 36 s           |
| 6e | Alex Hoehn             | États-Unis | Wildlife Generation Pro Cycling | + 43 s           |
| 7e | Nahom Zerai            | Érythrée   | Érythrée                        | + 47 s           |
| 8e | Óscar Sevilla          | Espagne    | Medellín-EPM                    | + 51 s           |
| 9e | Carlos Julián Quintero | Colombie   | Terengganu Cycling Team         | + 56 s           |
| 10e | Alexis Vuillermoz      | France     | Total Direct Énergie            | + 1 min 00 s     |

### 7eétape
| \| Classement de l'étape \| Classement de l'étape \| Classement de l'étape \| Classement de l'étape \| Classement de l'étape \| \| Coureur \| Coureur \| Pays \| Équipe \| Temps \| \| --------------------- \| ---------------------- \| --------------------- \| ------------------------------- \| --------------------- \| \| 1er \| Jhonatan Restrepo \| Colombie \| Androni Giocattoli-Sidermec \| 6 min 27 s \| \| 2e \| Alex Hoehn \| États-Unis \| Wildlife Generation Pro Cycling \| + 1 s \| \| 3e \| Alan Boileau \| France \| B&B Hotels p/b KTM \| + 2 s \| \| 4e \| Alexandre Geniez \| France \| Total Direct Énergie \| + 5 s \| \| 5e \| James Piccoli \| Canada \| Israel Start-Up Nation \| + 6 s \| \| 6e \| Cristian Rodríguez \| Espagne \| Total Direct Énergie \| + 8 s \| \| 7e \| Alexis Vuillermoz \| France \| Total Direct Énergie \| + 10 s \| \| 8e \| Quentin Pacher \| France \| B&B Hotels p/b KTM \| + 11 s \| \| 9e \| Carlos Julián Quintero \| Colombie \| Terengganu Cycling Team \| + 12 s \| \| 10e \| Jonathan Hivert \| France \| B&B Hotels p/b KTM \| + 12 s \| |                        |            |                                 |            |
| |                        |            |                                 |            |
| Source : ProCyclingStats |                        |            |                                 |            |
| Classement de l'étape |                        |            |                                 |            |
| Coureur | Coureur                | Pays       | Équipe                          | Temps      |
| 1er | Jhonatan Restrepo      | Colombie   | Androni Giocattoli-Sidermec     | 6 min 27 s |
| 2e | Alex Hoehn             | États-Unis | Wildlife Generation Pro Cycling | + 1 s      |
| 3e | Alan Boileau           | France     | B&B Hotels p/b KTM              | + 2 s      |
| 4e | Alexandre Geniez       | France     | Total Direct Énergie            | + 5 s      |
| 5e | James Piccoli          | Canada     | Israel Start-Up Nation          | + 6 s      |
| 6e | Cristian Rodríguez     | Espagne    | Total Direct Énergie            | + 8 s      |
| 7e | Alexis Vuillermoz      | France     | Total Direct Énergie            | + 10 s     |
| 8e | Quentin Pacher         | France     | B&B Hotels p/b KTM              | + 11 s     |
| 9e | Carlos Julián Quintero | Colombie   | Terengganu Cycling Team         | + 12 s     |
| 10e | Jonathan Hivert        | France     | B&B Hotels p/b KTM              | + 12 s     |

| \| Classement général \| Classement général \| Classement général \| Classement général \| Classement général \| \| Coureur \| Coureur \| Pays \| Équipe \| Temps \| \| ------------------ \| ---------------------- \| ------------------ \| ------------------------------- \| ------------------ \| \| 1er \| Cristian Rodríguez \| Espagne \| Total Direct Énergie \| 20 h 44 min 45 s \| \| 2e \| Jhonatan Restrepo \| Colombie \| Androni Giocattoli-Sidermec \| + 5 s \| \| 3e \| James Piccoli \| Canada \| Israel Start-Up Nation \| + 5 s \| \| 4e \| Alan Boileau \| France \| B&B Hotels p/b KTM \| + 30 s \| \| 5e \| Alex Hoehn \| États-Unis \| Wildlife Generation Pro Cycling \| + 36 s \| \| 6e \| Quentin Pacher \| France \| B&B Hotels p/b KTM \| + 36 s \| \| 7e \| Óscar Sevilla \| Espagne \| Medellín-EPM \| + 56 s \| \| 8e \| Carlos Julián Quintero \| Colombie \| Terengganu Cycling Team \| + 1 min 00 s \| \| 9e \| Alexis Vuillermoz \| France \| Total Direct Énergie \| + 1 min 02 s \| \| 10e \| Nahom Zerai \| Érythrée \| Érythrée \| + 1 min 23 s \| |                        |            |                                 |                  |
| |                        |            |                                 |                  |
| Source : ProCyclingStats |                        |            |                                 |                  |
| Classement général |                        |            |                                 |                  |
| Coureur | Coureur                | Pays       | Équipe                          | Temps            |
| 1er | Cristian Rodríguez     | Espagne    | Total Direct Énergie            | 20 h 44 min 45 s |
| 2e | Jhonatan Restrepo      | Colombie   | Androni Giocattoli-Sidermec     | + 5 s            |
| 3e | James Piccoli          | Canada     | Israel Start-Up Nation          | + 5 s            |
| 4e | Alan Boileau           | France     | B&B Hotels p/b KTM              | + 30 s           |
| 5e | Alex Hoehn             | États-Unis | Wildlife Generation Pro Cycling | + 36 s           |
| 6e | Quentin Pacher         | France     | B&B Hotels p/b KTM              | + 36 s           |
| 7e | Óscar Sevilla          | Espagne    | Medellín-EPM                    | + 56 s           |
| 8e | Carlos Julián Quintero | Colombie   | Terengganu Cycling Team         | + 1 min 00 s     |
| 9e | Alexis Vuillermoz      | France     | Total Direct Énergie            | + 1 min 02 s     |
| 10e | Nahom Zerai            | Érythrée   | Érythrée                        | + 1 min 23 s     |

### 8eétape
| \| Classement de l'étape \| Classement de l'étape \| Classement de l'étape \| Classement de l'étape \| Classement de l'étape \| \| Coureur \| Coureur \| Pays \| Équipe \| Temps \| \| --------------------- \| --------------------- \| --------------------- \| ------------------------------- \| --------------------- \| \| 1er \| Cristian Rodríguez \| Espagne \| Total Direct Énergie \| 2 h 05 min 06 s \| \| 2e \| James Piccoli \| Canada \| Israel Start-Up Nation \| + 12 s \| \| 3e \| Nahom Zerai \| Érythrée \| Érythrée \| + 14 s \| \| 4e \| Alex Hoehn \| États-Unis \| Wildlife Generation Pro Cycling \| + 14 s \| \| 5e \| Alexis Vuillermoz \| France \| Total Direct Énergie \| + 21 s \| \| 6e \| Alan Boileau \| France \| B&B Hotels p/b KTM \| + 21 s \| \| 7e \| Óscar Sevilla \| Espagne \| Medellín-EPM \| + 29 s \| \| 8e \| Quentin Pacher \| France \| B&B Hotels p/b KTM \| + 29 s \| \| 9e \| Charles Kagimu \| Ouganda \| Bike Aid \| + 44 s \| \| 10e \| Jhonatan Restrepo \| Colombie \| Androni Giocattoli-Sidermec \| + 46 s \| |                    |            |                                 |                 |
| |                    |            |                                 |                 |
| Source : ProCyclingStats |                    |            |                                 |                 |
| Classement de l'étape |                    |            |                                 |                 |
| Coureur | Coureur            | Pays       | Équipe                          | Temps           |
| 1er | Cristian Rodríguez | Espagne    | Total Direct Énergie            | 2 h 05 min 06 s |
| 2e | James Piccoli      | Canada     | Israel Start-Up Nation          | + 12 s          |
| 3e | Nahom Zerai        | Érythrée   | Érythrée                        | + 14 s          |
| 4e | Alex Hoehn         | États-Unis | Wildlife Generation Pro Cycling | + 14 s          |
| 5e | Alexis Vuillermoz  | France     | Total Direct Énergie            | + 21 s          |
| 6e | Alan Boileau       | France     | B&B Hotels p/b KTM              | + 21 s          |
| 7e | Óscar Sevilla      | Espagne    | Medellín-EPM                    | + 29 s          |
| 8e | Quentin Pacher     | France     | B&B Hotels p/b KTM              | + 29 s          |
| 9e | Charles Kagimu     | Ouganda    | Bike Aid                        | + 44 s          |
| 10e | Jhonatan Restrepo  | Colombie   | Androni Giocattoli-Sidermec     | + 46 s          |

## Classements finals

### Classement général
| \| Classement général \| Classement général \| Classement général \| Classement général \| Classement général \| \| Coureur \| Coureur \| Pays \| Équipe \| Temps \| \| ------------------ \| ------------------ \| ------------------ \| ------------------------------- \| ------------------ \| \| 1er \| Cristian Rodríguez \| Espagne \| Total Direct Énergie \| 22 h 49 min 51 s \| \| 2e \| James Piccoli \| Canada \| Israel Start-Up Nation \| + 17 s \| \| 3e \| Alex Hoehn \| États-Unis \| Wildlife Generation Pro Cycling \| + 50 s \| \| 4e \| Alan Boileau \| France \| B&B Hotels p/b KTM \| + 51 s \| \| 5e \| Jhonatan Restrepo \| Colombie \| Androni Giocattoli-Sidermec \| + 51 s \| \| 6e \| Quentin Pacher \| France \| B&B Hotels p/b KTM \| + 1 min 05 s \| \| 7e \| Alexis Vuillermoz \| France \| Total Direct Énergie \| + 1 min 23 s \| \| 8e \| Óscar Sevilla \| Espagne \| Medellín-EPM \| + 1 min 25 s \| \| 9e \| Nahom Zerai \| Érythrée \| Érythrée \| + 1 min 37 s \| \| 10e \| Kent Main \| Afrique du Sud \| ProTouch \| + 2 min 44 s \| |                    |                |                                 |                  |
| |                    |                |                                 |                  |
| Source : ProCyclingStats |                    |                |                                 |                  |
| Classement général |                    |                |                                 |                  |
| Coureur | Coureur            | Pays           | Équipe                          | Temps            |
| 1er | Cristian Rodríguez | Espagne        | Total Direct Énergie            | 22 h 49 min 51 s |
| 2e | James Piccoli      | Canada         | Israel Start-Up Nation          | + 17 s           |
| 3e | Alex Hoehn         | États-Unis     | Wildlife Generation Pro Cycling | + 50 s           |
| 4e | Alan Boileau       | France         | B&B Hotels p/b KTM              | + 51 s           |
| 5e | Jhonatan Restrepo  | Colombie       | Androni Giocattoli-Sidermec     | + 51 s           |
| 6e | Quentin Pacher     | France         | B&B Hotels p/b KTM              | + 1 min 05 s     |
| 7e | Alexis Vuillermoz  | France         | Total Direct Énergie            | + 1 min 23 s     |
| 8e | Óscar Sevilla      | Espagne        | Medellín-EPM                    | + 1 min 25 s     |
| 9e | Nahom Zerai        | Érythrée       | Érythrée                        | + 1 min 37 s     |
| 10e | Kent Main          | Afrique du Sud | ProTouch                        | + 2 min 44 s     |

### Classements annexes
| Classement des sprints | Classement des sprints | Classement des sprints | Classement des sprints | Classement des sprints |
| Coureur                | Coureur                | Pays                   | Équipe                 | Points                 |
| ---------------------- | ---------------------- | ---------------------- | ---------------------- | ---------------------- |
| 1er                    | Lennert Teugels        | Belgique               | Tarteletto-Isorex      | 27 pts                 |
| 2e                     | Tomas Goytom           | Érythrée               | Érythrée               | 12 pts                 |
| 3e                     | Bernardo Suaza         | Colombie               | Medellín-EPM           | 10 pts                 |

| Classement des sprints | Classement des sprints | Classement des sprints | Classement des sprints | Classement des sprints |
| Coureur                | Coureur                | Pays                   | Équipe                 | Points                 |
| ---------------------- | ---------------------- | ---------------------- | ---------------------- | ---------------------- |
| 1er                    | Lennert Teugels        | Belgique               | Tarteletto-Isorex      | 27 pts                 |
| 2e                     | Tomas Goytom           | Érythrée               | Érythrée               | 12 pts                 |
| 3e                     | Bernardo Suaza         | Colombie               | Medellín-EPM           | 10 pts                 |

| Classement de la montagne | Classement de la montagne | Classement de la montagne | Classement de la montagne | Classement de la montagne |
| Coureur                   | Coureur                   | Pays                      | Équipe                    | Points                    |
| ------------------------- | ------------------------- | ------------------------- | ------------------------- | ------------------------- |
| 1er                       | Lennert Teugels           | Belgique                  | Tarteletto-Isorex         | 68 pts                    |
| 2e                        | Eric Manizabayo           | Rwanda                    | Benediction Ignite        | 36 pts                    |
| 3e                        | Pierre Rolland            | France                    | B&B Hotels p/b KTM        | 35 pts                    |

| Classement de la montagne | Classement de la montagne | Classement de la montagne | Classement de la montagne | Classement de la montagne |
| Coureur                   | Coureur                   | Pays                      | Équipe                    | Points                    |
| ------------------------- | ------------------------- | ------------------------- | ------------------------- | ------------------------- |
| 1er                       | Lennert Teugels           | Belgique                  | Tarteletto-Isorex         | 68 pts                    |
| 2e                        | Eric Manizabayo           | Rwanda                    | Benediction Ignite        | 36 pts                    |
| 3e                        | Pierre Rolland            | France                    | B&B Hotels p/b KTM        | 35 pts                    |

| Classement du meilleur jeune | Classement du meilleur jeune | Classement du meilleur jeune | Classement du meilleur jeune | Classement du meilleur jeune |
| Coureur                      | Coureur                      | Pays                         | Équipe                       | Temps                        |
| ---------------------------- | ---------------------------- | ---------------------------- | ---------------------------- | ---------------------------- |
| 1er                          | Alan Boileau                 | France                       | B&B Hotels p/b KTM           |                              |
| 2e                           | Nahom Zerai                  | Érythrée                     | Érythrée                     | + 46 s                       |
| 3e                           | Erik Bergström Frisk         | Suède                        | Bike Aid                     | +                            |

| Classement du meilleur jeune | Classement du meilleur jeune | Classement du meilleur jeune | Classement du meilleur jeune | Classement du meilleur jeune |
| Coureur                      | Coureur                      | Pays                         | Équipe                       | Temps                        |
| ---------------------------- | ---------------------------- | ---------------------------- | ---------------------------- | ---------------------------- |
| 1er                          | Alan Boileau                 | France                       | B&B Hotels p/b KTM           |                              |
| 2e                           | Nahom Zerai                  | Érythrée                     | Érythrée                     | + 46 s                       |
| 3e                           | Erik Bergström Frisk         | Suède                        | Bike Aid                     | +                            |

| Classement par équipes | Classement par équipes | Classement par équipes | Classement par équipes |
| Équipe                 | Équipe                 | Pays                   | Temps                  |
| ---------------------- | ---------------------- | ---------------------- | ---------------------- |
| 1re                    | B&B Hotels p/b KTM     | France                 |                        |
| 2e                     | Total Direct Énergie   | France                 |                        |
| 3e                     | Medellín-EPM           | Colombie               |                        |

| Classement par équipes | Classement par équipes | Classement par équipes | Classement par équipes |
| Équipe                 | Équipe                 | Pays                   | Temps                  |
| ---------------------- | ---------------------- | ---------------------- | ---------------------- |
| 1re                    | B&B Hotels p/b KTM     | France                 |                        |
| 2e                     | Total Direct Énergie   | France                 |                        |
| 3e                     | Medellín-EPM           | Colombie               |                        |

| \| Classement Classement du meilleur coureur africain \| Classement Classement du meilleur coureur africain \| Classement Classement du meilleur coureur africain \| Classement Classement du meilleur coureur africain \| Classement Classement du meilleur coureur africain \| \| \| Coureur \| Pays \| Équipe \| Temps \| \| -------------------------------------------------- \| -------------------------------------------------- \| -------------------------------------------------- \| -------------------------------------------------- \| -------------------------------------------------- \| \| 1er \| Nahom Zerai \| Érythrée \| Équipe nationale d'Érythrée \| en 22 h 51 min 28 s \| \| 2e \| Kent Main \| Afrique du Sud \| ProTouch \| + 1 min 7 s \| \| 3e \| Mehari Tewelde \| Érythrée \| Équipe nationale d'Érythrée \| + 9 min 23 s \| \| modifier \| \| \| \| \| |                |                |                             |                     |
| Classement Classement du meilleur coureur africain |                |                |                             |                     |
| | Coureur        | Pays           | Équipe                      | Temps               |
| 1er | Nahom Zerai    | Érythrée       | Équipe nationale d'Érythrée | en 22 h 51 min 28 s |
| 2e | Kent Main      | Afrique du Sud | ProTouch                    | + 1 min 7 s         |
| 3e | Mehari Tewelde | Érythrée       | Équipe nationale d'Érythrée | + 9 min 23 s        |
| modifier |                |                |                             |                     |

## Classements UCI
La course attribue des points au Classement mondial UCI 2022 selon le barème suivant.
| Position           | 1er | 2e | 3e | 4e | 5e | 6e | 7e | 8e | 9e | 10e | 11e | 12e | 13e à 15e | 16e à 25e |
| Classement général | 125 | 85 | 70 | 60 | 50 | 40 | 35 | 30 | 25 | 20  | 15  | 10  | 5         | 3         |
| Par étape          | 14  | 5  | 3  |    |    |    |    |    |    |     |     |     |           |           |
| Leader, par étape  | 3   |    |    |    |    |    |    |    |    |     |     |     |           |           |

## Évolution des classements
| Étape              | Vainqueur          | Classement général | Classement des sprints | Classement de la montagne | Classement des jeunes | Classement par équipes      |
| ------------------ | ------------------ | ------------------ | ---------------------- | ------------------------- | --------------------- | --------------------------- |
| 1                  | Brayan Sánchez     | Brayan Sánchez     | Bernardo Suaza         | Nur Aiman Mohd Zariff     | Santiago Umba         | Androni Giocattoli-Sidermec |
| 2                  | Alan Boileau       | Santiago Umba      | Lennert Teugels        | Eric Manizabayo           | Santiago Umba         | Androni Giocattoli-Sidermec |
| 3                  | Alan Boileau       | Brayan Sánchez     | Lennert Teugels        | Lennert Teugels           | Nahom Zerai           | B&B Hotels p/b KTM          |
| 4                  | Valentin Ferron    | Brayan Sánchez     | Lennert Teugels        | Lennert Teugels           | Nahom Zerai           | B&B Hotels p/b KTM          |
| 5                  | Alan Boileau       | Metkel Eyob        | Lennert Teugels        | Lennert Teugels           | Nahom Zerai           | B&B Hotels p/b KTM          |
| 6                  | Pierre Rolland     | Cristian Rodríguez | Lennert Teugels        | Lennert Teugels           | Alan Boileau          | B&B Hotels p/b KTM          |
| 7                  | Jhonatan Restrepo  | Cristian Rodríguez | Lennert Teugels        | Lennert Teugels           | Alan Boileau          | B&B Hotels p/b KTM          |
| 8                  | Cristian Rodríguez | Cristian Rodríguez | Lennert Teugels        | Lennert Teugels           | Alan Boileau          | B&B Hotels p/b KTM          |
| Classements finals | Classements finals | Cristian Rodríguez | Lennert Teugels        | Lennert Teugels           | Alan Boileau          | B&B Hotels p/b KTM          |